# Tilbury Football Club
Il Tilbury Football Club, meglio noto come Tilbury, è una società calcistica inglese con sede nella città di Tilbury. Milita nella Isthmian League North Division, l'ottava divisione del campionato inglese, a carattere semi-professionistico. Fondata nel 1889, nel 1976 vinse la Isthmian League Second Division. Nella stagione 1977-1978, raggiunse il terzo turno della FA Cup, dove venne eliminato dallo Stoke City, questa fu la miglior prestazione nella competizione.

## Storia
Il club è stato fondato nel 1889 dai lavoratori del porto di Tilbury. Inizialmente si unì alla Gravesend League, più tardi si affiliò alla Greys & District League e poi alla Romford & District League. Dopo essere tornato nella Greys & District League, il club vinse il campionato nel 1901-1902, 1902-1903, 1906-1907 e 1907-1908. Nel 1903 aveva anche iniziato a giocare nella South Essex League; il club fu campione della Divisione Due della South Essex League nel 1921-1922 e vinse il campionato nel 1922-1923 e 1924-1925. Dopo aver terminato al secondo posto in campionato nel 1926-1927, passarono alla Division One della Kent League.
Nel 1931, il Tilbury passò a giocare nella Premier Division della London League. All'inizio della seconda guerra mondiale, il club si unì alla South Essex Combination, ma si sciolse temporaneamente al termine della stagione 1939-1940 dopo che il loro territorio fu requisito dall'esercito. Dopo aver ripreso l'attività agonistica alla fine della guerra, chiuse al secondo posto in Premier Division nel 1946-1947 e 1947-1948, e di nuovo nel 1949-1950, una stagione che vide il club raggiungere il primo turno vero e proprio della FA Cup per la prima volta dopo aver giocato nove partite di qualificazione. Venne eliminato dal club della Third Division South, il Notts County, vittorioso per 4-0. Il club è poi passato alla Corinthian League, in cui ha giocato per sette stagioni prima di tornare alla London League nel 1957. Sono stati campioni della London League e vincitori della Coppa di Lega nel 1958-1959 e hanno continuato a mantenere il titolo per le tre stagioni successive, oltre a vincere di nuovo la Coppa di Lega nel 1960-1961 e nel 1961-1962. Dopo la quarta vittoria del titolo, il club si unì alla Delphian League ma la stagione 1962-1963 fu sospesa a causa delle estese condizioni meteorologiche avverse e il campionato di conseguenza venne sospeso, portando al club (e alla maggior parte del resto della Delphian League) diventare membri della nuova Division Two della Athenian League.
Il Tilbury vinse il titolo della Division Two al primo tentativo, guadagnandosi la promozione in Division One. Ha continuato a mantenere il titolo della Division One nel 1968-1969 e fu promosso in Premier Division. Dopo il terzo posto in Premier Division nel 1972-1973, il club si è unito alla neonata Division Two della Isthmian League. Dopo aver vinto il medesimo campionato nella stagione 1975-1976, fu promosso in Division One, che cambiò nome in Premier Division nel 1977. Nel 1976, prese parte alla Coppa Ottorino Barassi, che perse nella finale andata e ritorno (1-1, 1-1, 5-3 dopo i rigori) con gli italiani della Soresinese. Nel 1977-1978 il club raggiunse nuovamente il primo turno della FA Cup; dopo aver sconfitto il Kettering Town per 3-2 in un secondo replay (la prima partita è stata dichiarata nulla perché il Tilbury aveva schierato un giocatore non idoneo), eliminò anche il Nuneaton Borough per 2-1 al secondo turno, prima di essere eliminati dal club di Second Division dello Stoke City nel terzo turno, che vinse la partita per 4-0.
Nel 1979-1980 il Tilbury chiuse all'ultimo posto nella Premier Division della Isthmian League e fu retrocesso in Division One. Al termine della stagione 1986-1987 retrocesse nella Division Two North, dove giocò fino a quando fu trasferito alla Division Three nel 1991 a seguito della riorganizzazione del campionato. La stagione 1991-1992 vide il club terminare al terzo posto in Division Three, venendo promosso in Division Two. Anche se retrocesse in Division Three al termine della stagione 1997-1998, un altro terzo posto nel 1999-2000 ha visto il club promosso nuovamente in Division Two. La riorganizzazione della lega ha portato il club a essere trasferito alla Division One North nel 2002. Successivamente è stato trasferito alla Division One East della Southern League per la stagione 2004-2005, in cui ha chiuso all'ultimo posto in classifica, con conseguente retrocessione nella Essex Senior League.
Il Tilbury concluse al terzo posto nella sua prima stagione nella Essex Senior League e venne promosso di nuovo alla Division One North della Isthmian League. Un terzo posto nella Division One North nel 2011-2012 li ha visti qualificarsi per i play-off promozione, in cui ha perso 4-3 contro il Needham Market in semifinale.

## Palmarès

### Competizioni nazionali
- London League: 4

1958-1959, 1959-1960, 1960-1961, 1961-1962
- Isthmian League Division Two: 1

1975-1976
- Isthmian League Cup: 2

1974-1975, 2008-2009
- Athenian League Division One: 1

1968-1969
- Athenian League Division Two: 1

1963-1964

### Competizioni regionali
- East Anglian Cup: 1

2008-2009

### Altri piazzamenti
- Athenian League:

Terzo posto: 1972-1973